# Paquete de Oliveira
José Manuel Paquete de Oliveira (Funchal, Madeira, 20 de outubro de 1936 – Lisboa, 11 de junho de 2016) foi um sociólogo, jornalista e professor português, que chegou a ser padre católico. Foi pioneiro dos estudos dos media em Portugal e exerceu as funções de provedor do telespectador da estação pública televisiva RTP e de provedor do leitor do jornal Público.

## Biografia
Nasceu a 20 de outubro de 1936 no Funchal, ilha da Madeira. Frequentou o Seminário do Funchal, onde foi professor e responsável pela área educativa. Foi ordenado padre em 1960. Em 1959, aos 23 anos, já padre, foi chefe de redação do Jornal da Madeira, um jornal próximo da diocese local, onde permaneceu até 1966. Em 1973, licenciou-se em Ciências Sociais (ramo Sociologia) na Faculdade de Ciências Sociais da Pontifícia Universidade Gregoriana de Roma, quando o curso ainda não existia em Portugal. Em janeiro de 1974, regressa a Portugal, já secularizado, desvinculado do sacerdócio. Encontrava-se na ilha da Madeira, prestes a partir para o Brasil com uma bolsa do Banco Mundial, quando se dá a Revolução de 25 de Abril de 1974.
Entretanto, permanecendo na sua ilha natal durante o período mais conturbado após a revolução, dirige o Diário de Notícias da Madeira e integra, como vogal, a Junta de Planeamento da Madeira (órgão temporário de gestão governativa do arquipélago da Madeira, entre a revolução e a criação de novas estruturas), antes de rumar a Portugal Continental em 1976. Aí, entrega a sua carteira profissional de jornalista e dedica-se à docência, embora escrevendo sempre para jornais como Expresso, Jornal de Notícias, Diário de Lisboa, Diário de Notícias e Diário Popular. A partir de 1977, tornou-se professor de Sociologia da Comunicação no ISCTE, do qual se jubilaria em 2006. Lecionou ainda no Instituto Superior de Ciências Sociais e Políticas, no Instituto Superior de Economia (atual ISEG) e no Centro de Estudos Judiciários.
Em 1989, doutorou-se em Sociologia da Comunicação e da Cultura através ISCTE pela Universidade Técnica de Lisboa. A sua tese de doutoramento, Formas de ‘censura oculta’ na imprensa escrita em Portugal no pós 25 de Abril, (1974-1987), de 1988, foi pioneira ao desbravar os estudos sobre a comunicação social em Portugal. Entre 1992 e 1997, foi comentador residente do programa Casos de Polícia, do canal de televisão SIC. Em 2006, tornou-se no primeiro provedor do telespectador da RTP, cargo que exerceu até 2011. Entre 2013 e a data da sua morte, foi provedor do leitor do jornal Público.
Era casado e pai de dois filhos. Faleceu a 11 de junho de 2016, em Lisboa, vítima de cancro.